# Morantel
Morantel là một loại thuốc chống giun được sử dụng để loại bỏ giun ký sinh sử dụng trong chăn nuôi. Thuốc ảnh hưởng đến hệ thống thần kinh của giun được cho là thuốc ức chế acetylcholinesterase.